# بیگ‌سور (فیلم)
«بیگ‌سور» (انگلیسی: Big Sur (film)) فیلمی در ژانر زندگینامه‌ای است که در سال ۲۰۱۳ منتشر شد.

## بازیگران
- جاش لوکاس
- کیت باسورث
- استانا کاتیک
- آلیس براگا
- ایمی آدامز
- آنتونی ادواردز
- بالتازار گتی
- الیزابت ماس
- هنری توماس
- ژان-مارک بار
- کیرستن دانست
- رادا میشل
- استیو بوشمی
- ترنس هاوارد
- تام استاریج
- ویگو مورتنسن